# Petřín
Petřín (Duits: Laurenziberg) is een heuvel van 327 meter hoogte in het westelijke deel van het centrum van de Tsjechische hoofdstad Praag.
De heuvel is door middel van een kabelspoorweg, de Kabelspoorweg Petřín, met de wijk Malá Strana verbonden. Op de top van de heuvel staat de Petřín-uitkijktoren (Petřínská rozhledna), een 60 meter hoge constructie die lijkt op de Eiffeltoren. De top van de uitkijktoren ligt, door de hoogte van de heuvel, op ongeveer dezelfde hoogte als de top van de Eiffeltoren.